# الطيف المنثور بالسلسلة المباشرة
في مجال الاتصالات عن بعد، يعتبر الطيف المنثور بالسلسلة المباشرة (بالإنجليزية: Direct-sequence spread spectrum)‏ اختصاراً DSSS، تقنية تعديل بالانتشار الطيفي تُستخدم أساسًا لتقليل التداخل الكلي للإشارة. يجعل تعديل التسلسل المباشر الإشارة المرسلة أوسع في عرض الحزمة من عرض حزمة المعلومات. بعد إعادة التجميع أو إزالة تعديل التسلسل المباشر في المستقبل، يُستعاد عرض الحزمة للمعلومات، في حين يُخفض التداخل غير المتعمد والمتعمد إلى حد كبير.
باستخدام دي إس إس إس، تُعدل بتات الرسائل بتسلسل بت شبه عشوائي يعرف بتسلسل النشر. لكل بت من تسلسل النشر -المعروف باسم الشريحة (شيب)- فترة زمنية أقصر بكثير (عرض حزمة أكبر) من بتات الرسالة الأصلية. يبعثر تعديل بتات الرسالة وينشر قطع البيانات، لذا ينتج عن ذلك عرض حزمة متطابق تقريبًا لعرض حزمة تسلسل النشر. كلما كانت الفترة الزمنية للشريحة أصغر، كان عرض الحزمة لإشارة دي إس إس إس الناتجة أكبر، ثم المزيد من عرض الحزمة يُنضد مع إشارة الرسالة، الذي ينتج عنه مقاومة أفضل ضد التداخل.
تتضمن بعض الاستخدامات العملية والفعالة لنظام دي إس إس إس طريقة الوصول المتعددة بتقسيم الترميز (سي دي إم إيه) ومعيار آي تريبل إي 802.11 بي (IEEE 802.11b) المستخدم في شبكات واي فاي ونظام التموضع العالمي.

## مميزات
- يزيح دي إس إس إس طور الموجة الجيبية شبه العشوائية مع سلسلة متواصلة من الشرائح، لكل منها فترة زمنية أقصر بكثير من فترة بت المعلومات. بمعنى، يُعدل كل بت من المعلومات بتسلسل من شرائح أسرع بكثير منه. لذا، فإن معدل الشرائح أعلى بكثير من معدل بت المعلومات.
- يستخدم دي إس إس إس بنية إشارة يكون فيها تسلسل النشر الذي ينتجه المرسل معروفًا مسبقًا بالنسبة للمستقبل. يمكن للمستقبل عندئذٍ استخدام نفس تسلسل النشر لإبطال تأثيره على الإشارة المستلمة من أجل إعادة بناء إشارة المعلومات.

## طرق النقل
تضاعف عمليات إرسال طيف الانتشار بالتسلسل المباشر البيانات المرسلة في تسلسل نشر عشوائي زائف له معدل بت أعلى بكثير من معدل البيانات الأصلي. تشبه الإشارة المرسلة الناتجة الضجيج الأبيض محدود النطاق، يشابه التسجيل الصوتي «للسكون». ولكن، تُستخدم هذه الإشارة الشبيهة بالضجيج لإعادة بناء البيانات الأصلية بدقة في طرف الاستقبال، وذلك بضربها بنفس تسلسل النشر (لأن 1 × 1=1 و -1 × -1=1). تُعرف هذه العملية باسم إعادة التجميع، وهي ارتباط رياضي لتسلسل النشر المرسل مع تسلسل النشر الذي يعرف المستقبل مسبقًا أن المرسل يستخدمه. بعد إعادة التجميع، تزيد نسبة الإشارة إلى الضجيج تقريبًا بمقدار عامل النشر، وهي نسبة معدل تسلسل النشر إلى معدل البيانات.
بينما تشغل إشارة دي إس إس إس المرسلة عرض حزمة أوسع بكثير مما يتطلبه تعديل بسيط للإشارة الأصلية، يمكن تقييد طيفها الترددي إلى حد ما لاقتصاد الطيف بواسطة مرشح ممرر حزمة تناظري تقليدي يُمرر حزمة مغلفة على شكل جرس تقريبًا تتمركز على تردد الموجة الحاملة. في المقابل، يُرجع الانتشار الطيفي بالقفز الترددي شبه العشوائي إشارة الحامل ويتطلب استجابة ترددية موحدة لأن أي تشكيل لعرض الحزمة قد يتسبب في تعديل المطال للإشارة بواسطة رمز القفز الترددي.
إذا قام جهاز إرسال غير مرغوب فيه بالإرسال على نفس القناة ولكن مع تسلسل نشر مختلف (أو حتى دون وجود تسلسل على الإطلاق)، فإن عملية إعادة التجميع تقلل من قدرة تلك الإشارة. هذا التأثير هو الأساس لخاصية النفاذ المتعدد بتقسيم الترميز (سي دي إم إيه) لنظام دي إس إس إس، التي تسمح لمُرسلات متعددة بمشاركة نفس القناة ضمن حدود خصائص الارتباط المتبادل لتسلسل النشر الخاص بها.